# Mikel Aristi
Mikel Aristi Gardoki (Bergara, 28 maggio 1993) è un ex ciclista su strada spagnolo di origine basca, professionista dal 2016 al 2022.

## Palmarès
- 2017 (Delko-Marseille Provence KTM, una vittoria)

1ª tappa La Tropicale Amissa Bongo (Moanda > Akiéni)
- 2019 (Euskadi-Murias, due vittorie)

2ª tappa Volta a Portugal (Marinha Grande > Santo António dos Cavaleiros)
2ª tappa Tour du Limousin (Rouffiac > Trélissac)

### Altri successi
- 2014 (Euskadi)

1ª tappa Tour de Gironde (Le Pian-Médoc, cronosquadre)

## Piazzamenti

### Classiche monumento
- Parigi-Roubaix

2016: ritirato
2017: ritirato

### Competizioni europee
- Campionati europei

Offida 2011 - In linea Juniores: 68º